# Quartier West (Sarrebruck)
Le quartier West est l'un des quatre arrondissements de la capitale sarroise, Sarrebruck. Ses quatre localités et onze districts comptent au total 32 434 habitants (au 31 mars 2021).

## Structure
- 21 Gersweiler
  - 211 Gersweiler-Mitte
  - 212 Ottenhausen
  - 213 Neu-Aschbach
- 22 Klarenthal
  - 221 Klarenthal
  - 222 Krughütte
- 23 Altenkessel
  - 231 Altenkessel
  - 232 Rockershausen
- 24 Burbach
  - 241 Hochstraße
  - 242 Ottstraße
  - 243 Füllengarten
  - 244  Von der Heydt